# Signe de justice

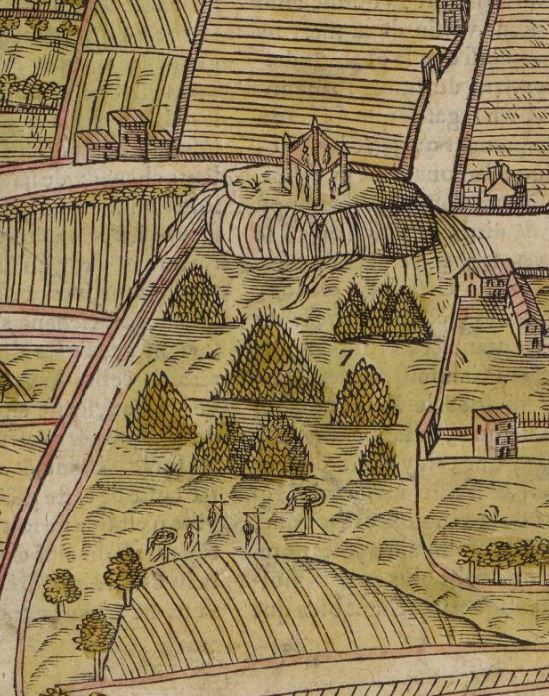
Fourches patibulaires, potences et roues au sud-ouest de la ville d'Aix en 1575.

Les signes de justice sont les instruments requis pour l'exercice de la justice, bien distincts des symboles de la justice.
La possession de ces signes de justice était fonction du statut du justicier. La justice seigneuriale étant divisée en France en trois niveaux, certains signes de justice étaient l’apanage des seigneurs possédant la haute justice.
Les signes de justice regroupaient les instruments de supplices et les éléments permettant de matérialiser les lieux où s’exerçait la justice. Ils constituaient des éléments clés du « décor justicier » et permettaient de matérialiser au sein du territoire l’emprise du seigneur sur le lieu et ses justiciables.

## Les lieux pour rendre la justice

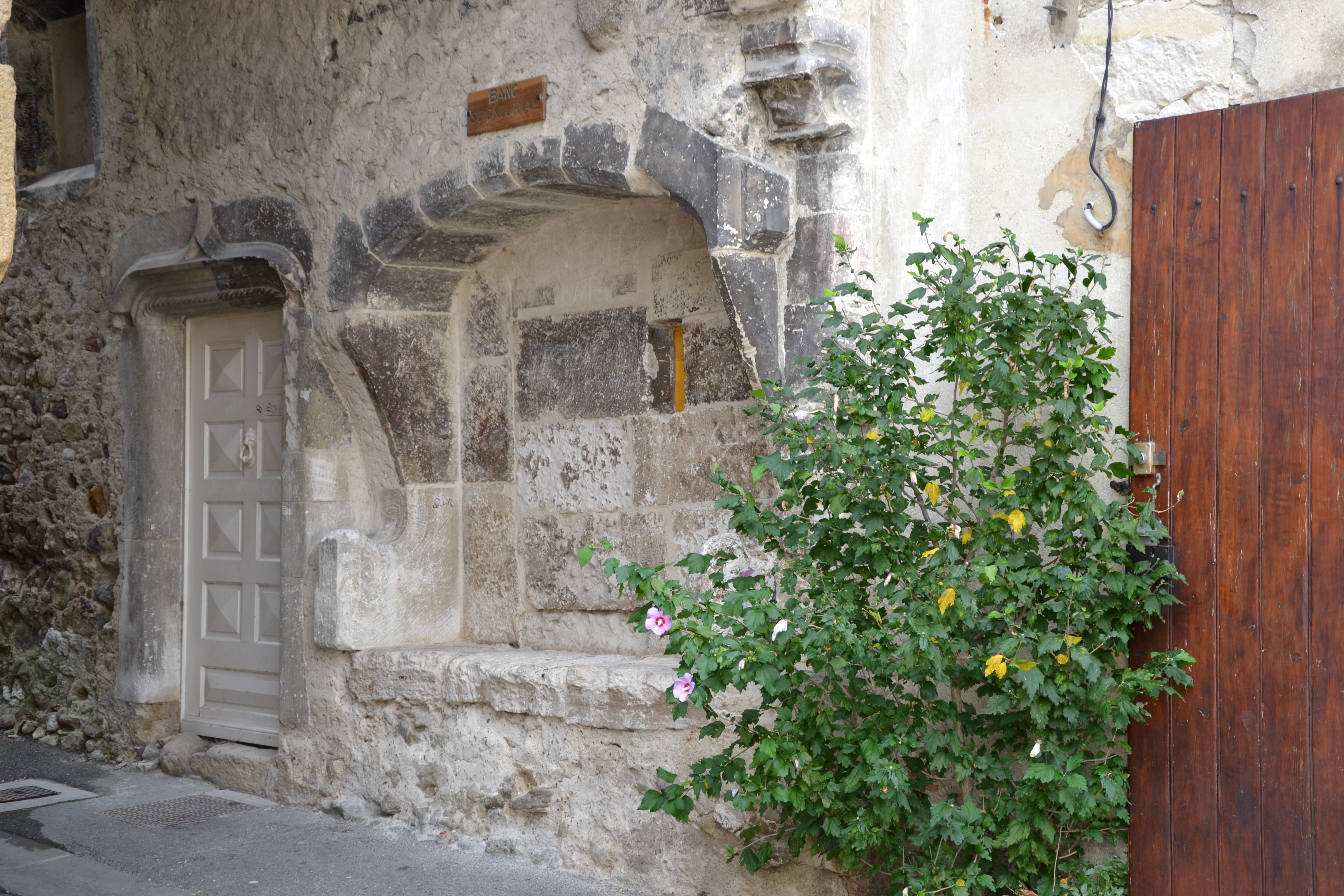
Banc de justice d'Espeluche

Si au début du Moyen Âge la justice était rendue en plein air sous des arbres, nommés arbres de justice, les seigneurs féodaux siégeaient sur des bancs de justice ou bancs seigneuriaux, souvent établis sur le parvis des églises. Les bancs pouvaient être en pierre, tel le banc seigneurial d’Espeluche, ou en bois : au XVe siècle, le juge du terroir de la Napoule siégea en 1413 sur un banc de bois puis, en 1438, sur un banc de pierre qui avait sans doute remplacé celui en bois puisque le banc en pierre se trouvait au même emplacement que le banc en bois. En 1494, le seigneur Jean II Grimaldi reçut le serment de fidélité des habitants de Roquebrune sur un banc de bois dans la loggia du château. En 1523, Charles Quint donna à Honoré Grimaldi plusieurs seigneuries « cum banco justiciae ».  

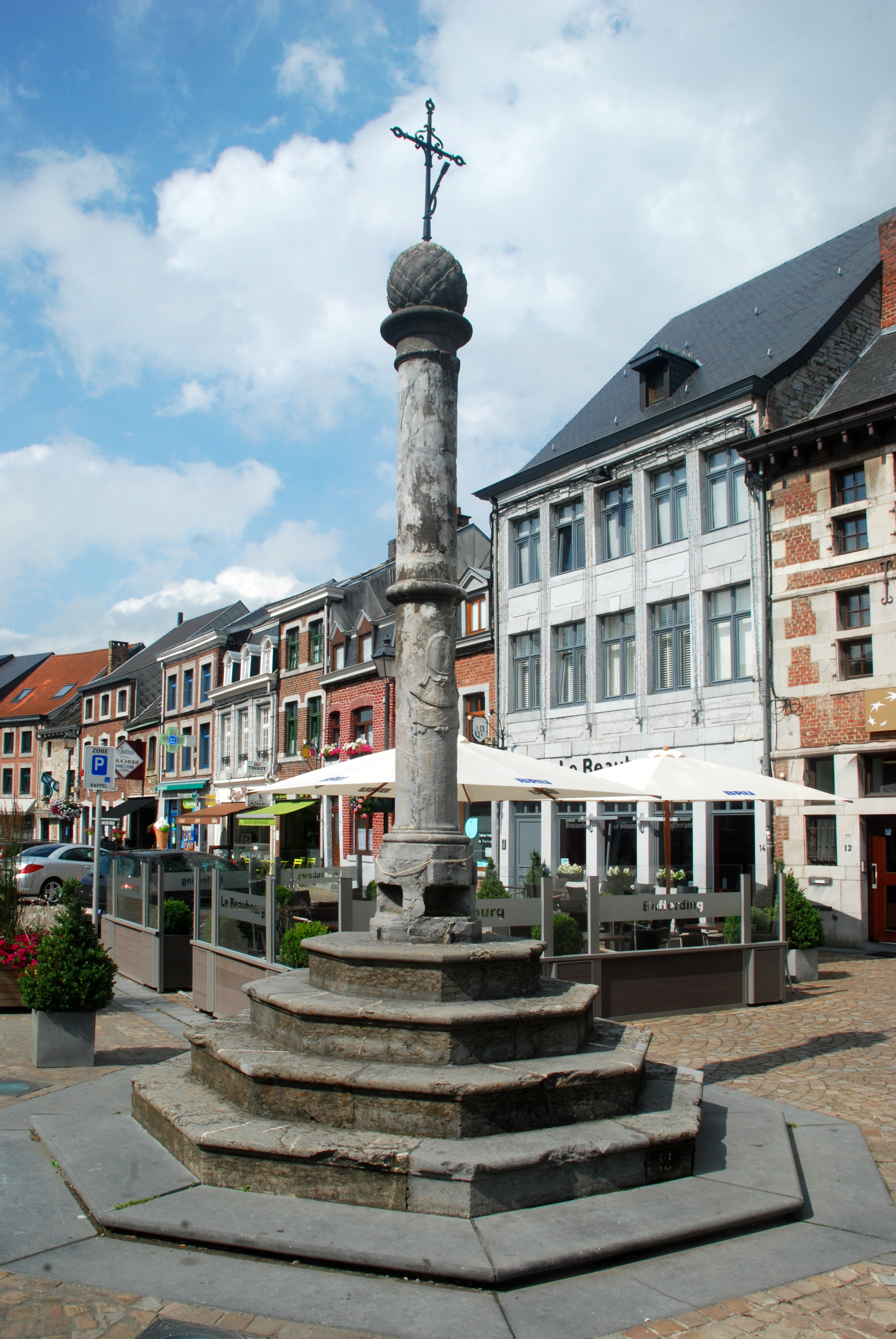
Le perron de Theux

Le perron, bien connu en Belgique car il s’agissait du symbole de la justice du prince-évêque de Liège, constituait, au moins jusqu’en Provence, l’un des signes de justice des seigneurs : parmi les signa justicia du mère empire de Gattières figurent au XIVe siècle les fourches patibulaires, le pilori et le perron.

## Les instruments de supplices
Les instruments destinés à donner la mort étaient l’apanage des hauts justiciers, les seuls à même de prononcer la peine capitale. Néanmoins, dans Le Grand coutumier de France, Jacques d'Ableiges accorde également aux moyens justiciers la possibilité de pendre les condamnés : « Celuy qui a moyenne justice a puissance de pendre sans trainer, et ne peult avoir que fourches à deux piliers dont les liens sont dedens ». Si les modes d'exécution étaient variés, les instruments destinés à donner la mort et à montrer la puissance du seigneur étaient au nombre de trois : la potence, les fourches patibulaires, qui pouvaient également servir à exposer le corps du condamné après son exécution, et la roue.
Pilori et échelle étaient également signe de haute justice. Le pilori, sous la forme d’une colonne ou d’un poteau, servait à attacher temporairement un condamné pour l’exposer à la vue de tous. Les piloris étaient établis dans des lieux publics fréquentés pour renforcer le caractère infamant de la peine. À Lyon, le pilori se trouvait sur le pont de la Saône, lien principal entre la rive droite et la presqu’île où se concentrait alors l’essentiel de l’habitat. À Nice, il se trouvait au débouché du pont du Paillon.
Les condamnés attachés au pilori étaient souvent affublés d’une couronne ou d’un écriteau dénonçant le crime condamné. Jacques d’Ableiges en donne un exemple à la fin du XIVe siècle : une femme chrétienne fréquentant un homme juif fut mise au pilori avec une couronne en papier où était écrit « C'est la maquerelle des juifs ». De même, un condamné au pilori à Nice en 1408 y fut exposé, coiffé d’une couronne en papier dénonçant le délit commis.